# Tennis South Invitational 1975
Il Tennis South Invitational 1975 è stato un torneo di tennis giocato sul sintetico indoor. È stata la 3ª edizione del torneo, che fa parte del Commercial Union Assurance Grand Prix 1975. Si è giocato a Jackson negli Stati Uniti dal 26 marzo al 2 aprile 1975.

## Campioni

### Singolare maschile
Ken Rosewall ha battuto in finale  Earl Butch Buchholz con il punteggio di 7–5, 4–6, 7–6

### Doppio maschile
Ken Rosewall /  Fred Stolle hanno battuto in finale  Billy Martin /  John Newcombe con il punteggio di 6–4, 2–6, 6–1